# Bernard Makuza

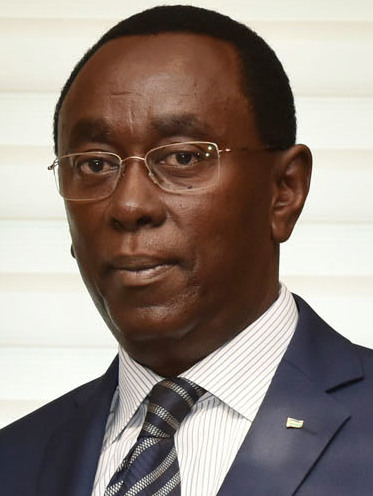
Bernard Makuza in 2018

Bernard Makuza (30 september, 1961) is een Rwandees politicus en voormalig minister-president van zijn land.
Voordat Makuza de post van minister-president bekleedde, was hij ambassadeur in Burundi en in Duitsland. In maart 2000 benoemde de toenmalige president Pasteur Bizimungu Makuza tot minister-president. Zijn voorganger Pierre-Célestin Rwigema moest aftreden, omdat hij werd bekritiseerd door de pers en door sommige parlementariërs. Op 8 maart 2000 werd Makuza hoofd van de regering, met 21 ministers en 6 staatssecretarissen in zijn kabinet.
Makuza is een neef van president Paul Kagame. Hun moeders zijn zussen van elkaar. Hij werd in november 2011 door Pierre Habumuremyi opgevolgd.